# Rhacophorus larissae
Rhacophorus larissae es una especie de anfibio anuro de la familia Rhacophoridae.

## Distribución geográfica
Esta especie es endémica de la provincia de Cao Bằng en Vietnam. Se encuentra a unos 1400 m sobre el nivel del mar.

## Publicación original
- Ostroshabov, Orlov & Nguyen, 2013: Taxonomy of frogs of genus Rhacophorus of "hoanglienensis–orlovi" complex. Russian Journal of Herpetology, vol. 20, n.º 4, p. 301–324.[3]